# 溫內爾斯加德角

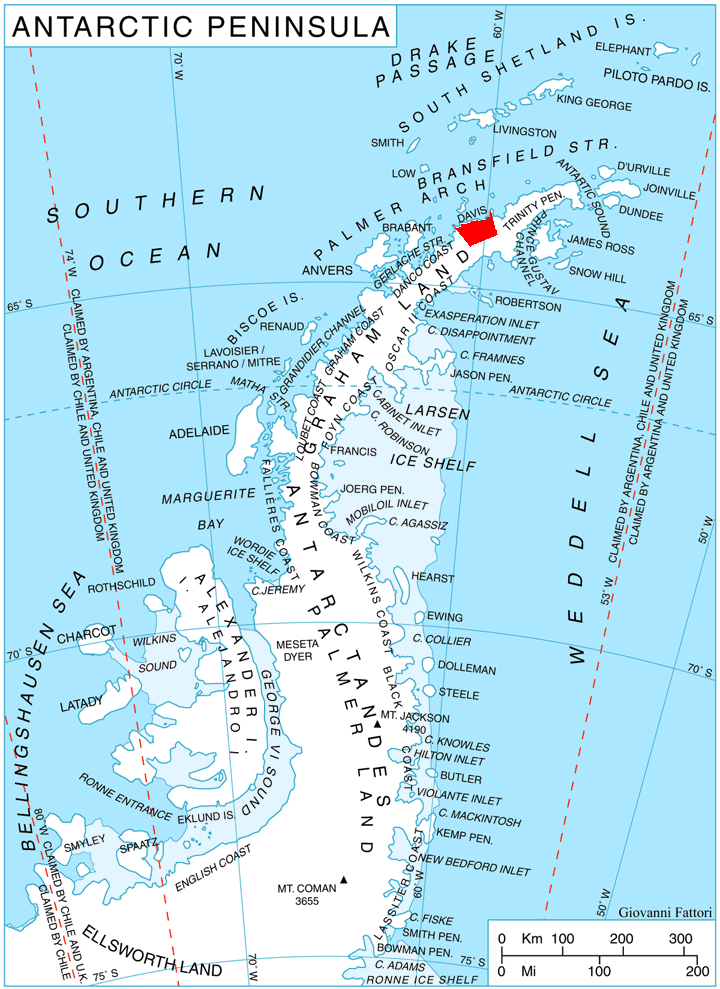

溫內爾斯加德角是南極洲的海岬，位於葛拉漢地，是蘭徹斯特灣入口處的東面，瑞典探險隊在1902年把海岬繪入地圖，以該次探險隊的海員命名。
63°51′S 59°54′W / 63.850°S 59.900°W